# Protonemura pyrenaica
Protonemura pyrenaica är en bäcksländeart som beskrevs av Martin E. Mosely 1930. Protonemura pyrenaica ingår i släktet Protonemura och familjen kryssbäcksländor. Inga underarter finns listade i Catalogue of Life.